# Zadetkyi Kyun
Zadetkyi Kyun (también llamada antes Saint Matthew's Island o «isla de San Mateo» o bien Isla Za Det Gyi) es una isla del Mar de Andamán parte del archipiélago de Mergui, en el sur de Birmania (Myanmar). Su superficie es de 176 km². Administrativamente hace parte de la Región de Tanintharyi frente a la costa occidental de la Península de Malaca.